# Буділова Галина Олегівна
Галина Олегівна Теличук, у шлюбі Буділова (нар. 17 січня 1990 в Києві) — українська дитяча письменниця, журналістка, перекладачка та видавниця.

## Життєпис
Навчалася в фізико-математичному ліцеї.
У 2013 отримала диплом магістра з відзнакою за спеціальністю «Переклад» Київського національного лінгвістичного університету (перекладач англійської і німецької мов).
Народила двох синів — Леоніда та Лук'яна.
Власниця видавництва та креативної агенції "Little Beetle Press".

## Творчість
Галина Буділова є авторкою таких книг:
- «Таємне життя Святого Миколая», 2017
- «Великодні пригоди», 2018
- «На добраніч, Сонечко! [Архівовано 26 жовтня 2020 у Wayback Machine.]»[1], 2019
- «Хто вкрав у Зебри смужки?», 2019
- «Дуже ДУЖЕ зла книжка», 2019
- «Дуже ДУЖЕ страшна книжка [Архівовано 27 жовтня 2020 у Wayback Machine.]», 2019
- «Королівна Мартуся та її горщик [Архівовано 24 червня 2021 у Wayback Machine.]», 2019
- «Козачок Микитка та його горщик», 2019
- «Пригоди біпчиків: Леон не хоче йти до садочка», 2019
- «Робі та Злюка в Короні», 2020
- «Велетунські казки про нашу планету", 2021
- "Дуже ДУЖЕ ревнива книжка [Архівовано 9 серпня 2021 у Wayback Machine.]", 2021
- "Робі та Злюка в короні: у пошуках Пана Позитива [Архівовано 9 серпня 2021 у Wayback Machine.]", 2021
- "Сніговий Велетун і кліматичні зміни", 2021 [Архівовано 21 січня 2022 у Wayback Machine.]
- "Соняховий Лев/ The Sunflower Lion", 2022
- "Happy will be the Days", 2022

Книжка-розмальовка «Робі та Злюка в Короні» (англ. "Robbie and Crosspatch in Crown") стала першою книжкою про коронавірус для дітей в Україні та увійшла у п'ятірку перших книжок про пандемію по всьому світу. Протягом 2020 року всесвітньої пандемії вона стала частиною кількох соціальних ініціатив, була презентована на Bookforum Lviv і була перекладена 7 мовами світу, а також видана шрифтом Брайля. Ця книжка, а також її продовження "Робі та Злюка в короні: у пошуках Пана Позитива" (про постковід та батьківське вигоряння) були видані у 2021 році новим тиражем за сприяння МОЗ України та розповсюджені безкоштовно по всій країні.

## Відзнаки
- Фіналістка конкурсу позитивних історій «Одного разу в аптеці» Аптечної професійної асоціації 2017 року
- Переможниця конкурсу нарисів «Моя київська родина», який проводила Спілка жінок міста Києва з нагоди Міжнародного дня сім'ї 2017 року.
- Книга «Дуже ДУЖЕ зла книжка» отримала премію «Книга року»-2019" серед книг для найменших читачів на Черкаському книжковому фестивалі Chebookfest-2019.